# Millennium Stadium
Het Millennium Stadium (Welsh: Stadiwm y Mileniwm) in Cardiff is het nationale stadion van Wales. Sinds 2016 staat het stadion wegens sponsorredenen bekend als het Principality Stadium (Welsh: Stadiwm Principality). Het is eigendom van de Welshe rugbybond en is dan ook vooral in gebruik voor rugby. Ook de voetbalinterlands van Wales werden hier gespeeld, maar na 2011 speelde Wales nog maar een enkele keer in het stadion en wordt er vaker uitgeweken naar het Cardiff City Stadium. Ook is het stadion de locatie voor andere sporten en popconcerten.
Het Millennium Stadium heeft een capaciteit van 74.500 zitplaatsen en beschikt over het grootste stadionschuifdak ter wereld. Verder beschikken de bars in het stadion over zogenaamde joy machines, tapinstallaties die in 20 seconden twaalf pints kunnen produceren.
De kosten voor de bouw van het station zijn volledig gefinancierd door bijdragen van supporters en de rugbyclubs in Wales. Er is geen overheidsgeld aan te pas gekomen. Om die reden hebben de lokale rugbyclubs en de leden van de fanclub het eerste recht bij kaartverkoop.
Tijdens de verbouwing van Wembley maakte ook de Engelse voetbalbond regelmatig gebruik van het stadion. Zo werden de finales van de FA Cup en de League Cup hier tijdelijk gespeeld. In het stadion werd tevens de finale van de UEFA Champions League 2016/17 gespeeld tussen Juventus en Real Madrid.